# Рафаель Кубелік
Рафаель Кубелік (чеськ. Rafael Jeroným Kubelík; 29 червня 1914, Бихори, Богемія, Австро-Угорщина — 11 серпня 1996, Каштаніенбаум, Люцерн, Швейцарія) — чеський диригент і композитор.

## Біографія
Син відомого скрипаля Яна Кубеліка. У 1933 році закінчив Празьку консерваторію. Протягом 1939—1941 років був музичним директором опери в Брно. З 1944 року, після декількох інцидентів непокори нацистському режиму, був змушений ховатися від поліції в селі. Після війни активно включився в музичне життя. У 1946 році став одним з організаторів міжнародного фестивалю «Празька весна». У 1948 році виїхав за кордон. Відмовлявся від усіх пропозицій комуністичної влади повернутися до Чехословаччини, лише в 1990 році приїхав до Праги на черговий фестиваль «Празька весна».

Рафаель Кубелік диригує

У 1950—1953 роках Кубелік був музичним керівником Чиказького симфонічного оркестру, у 1955—1958 — музичним керівником лондонського театру Ковент-Гарден. Надалі, протягом 1961—1979 років працював головним диригентом Симфонічного оркестру Баварського радіо, у 1971—1974 роках — музичним керівником Метрополітен-опера в Нью-Йорку.

## Репертуар
Репертуар Кубеліка включав цикли симфоній Шумана, Бетховена, Брамса, Малера, цикли симфоній, увертюр і симфонічних поем Дворжака, опери Моцарта, Верді, твори Сметани, Бартока, Дворжака, Яначека, Мартіну.

## Власні твори
Серед творів Кубеліка — п'ять опер, декілька симфоній, три перекладення Реквієму, інші хорові роботи, багато творів камерної музики.

## Вшанування пам'яті
- Почесний громадянин Праги (1990).[13]